# Drágcséke
Drágcséke (románul Drăgești) település Romániában, Bihar megyében.

## Fekvése
Drágcséke a megye közepén, Nagyváradtól 26 km-re délkeletre, Belényestől 36 km-re északnyugatra fekszik a DN76 Nagyvárad - Belényes országút mellett.

## Története
1508-ban Dragcheke néven említették először.
A trianoni békeszerződésig Bihar vármegye magyarcsékei járásához tartozott. Habár a második bécsi döntés nem érintette, a Magyar Királyi Honvédség 1944 őszén néhány napra megszállta. A szovjet-román csapatok azonban visszafoglalták és újra Románia része lett.

## Lakossága
1910-ben 841 lakosa volt, ebből 726 román, 115 magyar.
2002-ben 408 lakosa volt, melyből 378 román, 29 cigány, 1 fő magyar nemzetiségűnek vallotta magát.